# Ponchatoula
Ponchatoula è una città degli Stati Uniti d'America che fa parte della parrocchia di Tangipahoa, nello Stato della Louisiana.
Si è autodefinita la capitale mondiale della produzione di fragole ed è conosciuta per aver dato i natali alla cantante r&b Irma Thomas.

## Popolazione
Secondo il censimento dell'anno 2000, la popolazione assomma a 5.180 abitanti (saliti a 6.337 al 1º luglio 2007). L'abitato fa parte della più ampia zona (statisticamente: area micropolitana) di Hammond.

## Geografia fisica

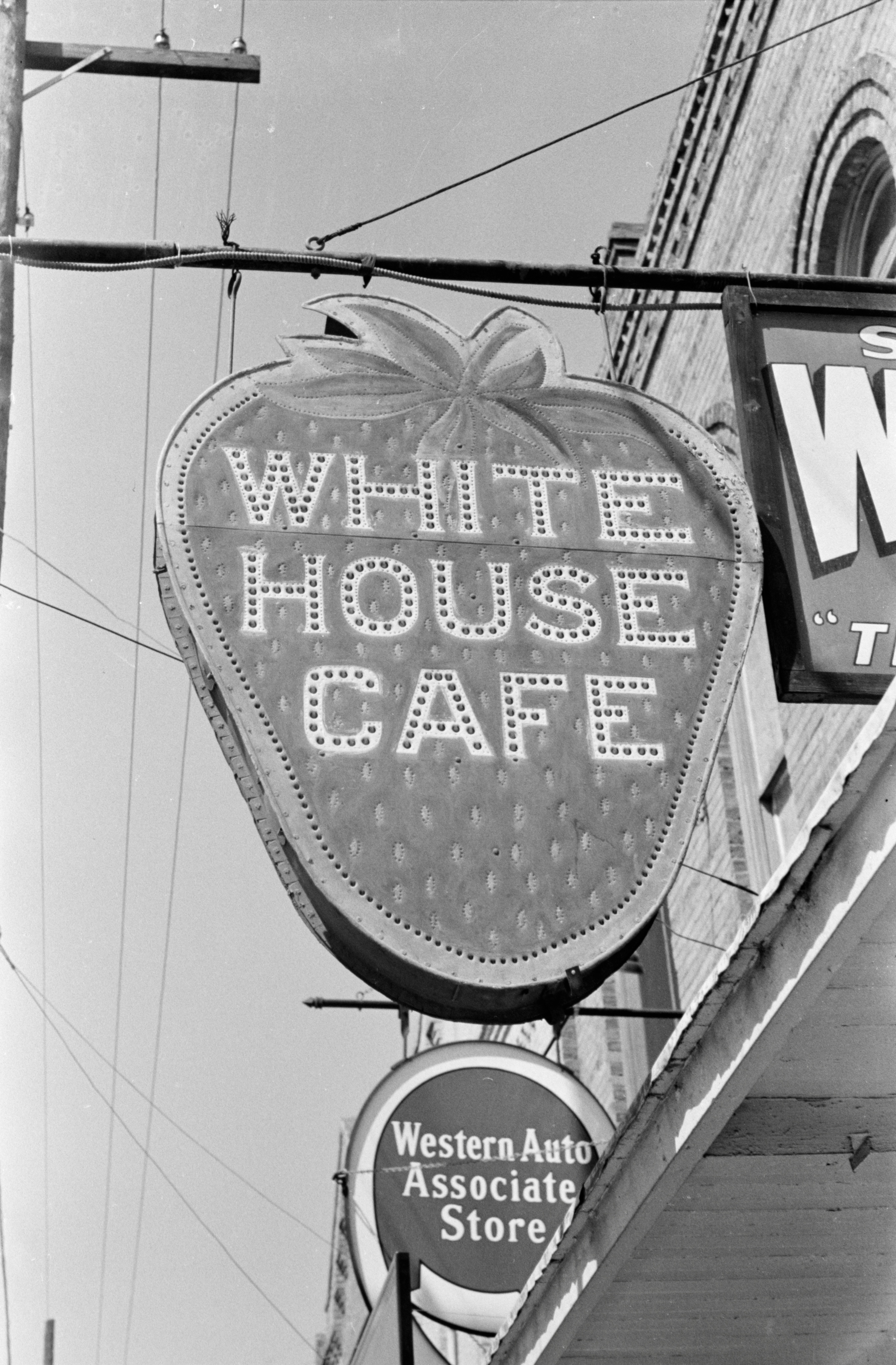
La fragola è il simbolo della città ed è richiamata spesso anche nelle insegne dei locali pubblici come nel caso di questo caffè

Ponchatoula è situata a livello del mare e - secondo l'United States Census Bureau - ha una superficie totale di 10.9 km², tutti in superficie emersa.
I laghi Pontchartrain (il maggiore della Louisiana) e Maurepas che sorgono poco distante ne fanno un'apprezzata località turistica.

## Viabilità
Sul piano viario, è ubicata lungo la Interstate 55 e la Highway 22, equamente distante da New Orleans e Baton Rouge. Ancora nei primi anni del XX secolo, Ponchatoula era una delle due uniche vie di accesso via terra a New Orleans, tanto da meritarsi l'appellativo di Gateway to New Orleans, ponte per New Orleans.

## Storia
Ponchatoula è stata fondata come accampamento di transito nel 1820 e trasformata in città il 12 febbraio 1861. Il suo nome ha origine dalla lingua (linguistica) dei nativi americani Choctaw e significa convenzionalmente capelli fluenti (Pashi "capelli" e itula o itola "fluenti").
In senso lato, il nome di origine dei nativi è usato per descrivere la bellezza del luogo ricco di alberi carichi di muschio. Ponche è anche un termine pellerossa che può indicare una località, un oggetto o semplicemente una persona.